# Pierre-Hugues Herbert
Pierre-Hugues Herbert (Schiltigheim, 18 de març de 1991) és un tennista professional francès.
L'any 2019 va completar el Grand Slam durant la carrera després de guanyar tots quatre títols de Grand Slam en dobles masculins junt al seu compatriota Nicolas Mahut. En el seu palmarès destaquen cinc títols de Grand Slam en dobles masculins d'un total de sis finals disputades. Aquests resultats li van permetre arribar al segon lloc del rànquing mundial de dobles (2016). En categoria individual no ha guanyat cap títol però ha arribat al lloc 36 del rànquing mundial. Ha format part de l'equip francès de la Copa Davis i va guanyar l'edició de 2017.

## Torneigs de Grand Slam

### Dobles masculins: 6 (5−1)
| Resultat  | Núm. | Any  | Torneig           | Parella       | Oponents                                | Marcador         |
| --------- | ---- | ---- | ----------------- | ------------- | --------------------------------------- | ---------------- |
| Finalista | 1.   | 2015 | Open d'Austràlia  | Nicolas Mahut | Simone Bolelli Fabio Fognini            | 4−6, 4−6         |
| Guanyador | 1.   | 2015 | US Open           | Nicolas Mahut | Jamie Murray John Peers                 | 6−4, 6−4         |
| Guanyador | 2.   | 2016 | Wimbledon         | Nicolas Mahut | Julien Benneteau Édouard Roger-Vasselin | 6−4, 7−6(1), 6−3 |
| Guanyador | 3.   | 2018 | Roland Garros     | Nicolas Mahut | Oliver Marach Mate Pavić                | 6−2, 7−6(4)      |
| Guanyador | 4.   | 2019 | Open d'Austràlia  | Nicolas Mahut | Henri Kontinen John Peers               | 6−4, 7−6(1)      |
| Guanyador | 5.   | 2021 | Roland Garros (2) | Nicolas Mahut | Alexander Bublik Andrey Golubev         | 4−6, 7−6(1), 6−4 |

## Palmarès

### Individual: 1 (0−1)
| Llegenda                          |
| --------------------------------- |
| Grand Slams (0−0)                 |
| ATP Finals (0−0)                  |
| ATP World Tour Masters 1000 (0−0) |
| ATP World Tour 500 (0−0)          |
| ATP World Tour 250 (0−1)          |

| Títols per superfície |
| --------------------- |
| Dura (0−1)            |
| Gespa (0−0)           |
| Terra batuda (0−0)    |

| Resultat  | Núm. | Data               | Torneig                     | Superfície | Oponent        | Marcador |
| --------- | ---- | ------------------ | --------------------------- | ---------- | -------------- | -------- |
| Finalista | 1.   | 29 d'agost de 2015 | Winston-Salem, Estats Units | Dura       | Kevin Anderson | 4−6, 5−7 |

### Dobles masculins: 34 (24−10)
| Llegenda                          |
| --------------------------------- |
| Grand Slams (5−1)                 |
| ATP Finals (2−1)                  |
| ATP World Tour Masters 1000 (7−2) |
| ATP World Tour 500 (6−0)          |
| ATP World Tour 250 (4−6)          |

| Títols per superfície |
| --------------------- |
| Dura (16−8)           |
| Gespa (4−1)           |
| Terra batuda (4−1)    |

| Resultat  | Núm. | Data                   | Torneig                         | Superfície   | Parella           | Oponents                           | Marcador             |
| --------- | ---- | ---------------------- | ------------------------------- | ------------ | ----------------- | ---------------------------------- | -------------------- |
| Guanyador | 1.   | 5 d'octubre de 2014    | Tòquio, Japó                    | Dura         | Michał Przysiężny | Ivan Dodig Marcelo Melo            | 6−3, 6−7(3), [10−5]  |
| Finalista | 1.   | 1 de febrer de 2015    | Open d'Austràlia, Austràlia     | Dura         | Nicolas Mahut     | Simone Bolelli Fabio Fognini       | 4−6, 4−6             |
| Finalista | 2.   | 14 de juny de 2015     | 's-Hertogenbosch, Països Baixos | Gespa        | Nicolas Mahut     | Ivo Karlović Łukasz Kubot          | 2−6, 6−7(9)          |
| Guanyador | 2.   | 21 de juny de 2015     | Londres, Regne Unit             | Gespa        | Nicolas Mahut     | Marcin Matkowski Nenad Zimonjić    | 6−2, 6−2             |
| Guanyador | 3.   | 13 de setembre de 2015 | US Open, Estats Units           | Dura         | Nicolas Mahut     | Jamie Murray John Peers            | 6−4, 6−4             |
| Finalista | 3.   | 27 de setembre de 2015 | Metz, França                    | Dura (i)     | Nicolas Mahut     | Łukasz Kubot É. Roger-Vasselin     | 6−2, 3−6, [7−10]     |
| Guanyador | 4.   | 20 de març de 2016     | Indian Wells, Estats Units      | Dura         | Nicolas Mahut     | Vasek Pospisil Jack Sock           | 6−3, 7−6(5)          |
| Guanyador | 5.   | 3 d'abril de 2016      | Miami, Estats Units             | Dura         | Nicolas Mahut     | Raven Klaasen Rajeev Ram           | 5−7, 6−1, [10−7]     |
| Guanyador | 6.   | 17 d'abril de 2016     | Monte-Carlo, Mònaco             | Terra batuda | Nicolas Mahut     | Jamie Murray Bruno Soares          | 4−6, 6−0, [10−6]     |
| Guanyador | 7.   | 19 de juny de 2016     | Londres (2)                     | Gespa        | Nicolas Mahut     | Chris Guccione André Sá            | 6−3, 7−6(5)          |
| Guanyador | 8.   | 10 de juliol de 2016   | Wimbledon, Regne Unit           | Gespa        | Nicolas Mahut     | Julien Benneteau É. Roger-Vasselin | 6−4, 7−6(1), 6−3     |
| Finalista | 4.   | 23 d'octubre de 2016   | Anvers, Bèlgica                 | Dura (i)     | Nicolas Mahut     | Daniel Nestor É. Roger-Vasselin    | 4−6, 4−6             |
| Finalista | 5.   | 6 de novembre de 2016  | París, França                   | Dura (i)     | Nicolas Mahut     | Henri Kontinen John Peers          | 4−6, 6−3, [6−10]     |
| Guanyador | 9.   | 21 de maig de 2017     | Roma, Itàlia                    | Terra batuda | Nicolas Mahut     | Ivan Dodig Marcel Granollers       | 4−6, 6−4, [10−3]     |
| Guanyador | 10.  | 13 d'agost de 2017     | Mont-real, Canadà               | Dura         | Nicolas Mahut     | Rohan Bopanna Ivan Dodig           | 6−4, 3−6, [10−6]     |
| Guanyador | 11.  | 20 d'agost de 2017     | Cincinnati, Estats Units        | Dura         | Nicolas Mahut     | Jamie Murray Bruno Soares          | 7−6(6), 6−4          |
| Finalista | 6.   | 7 de gener de 2018     | Poona, Índia                    | Dura         | Gilles Simon      | Robin Haase Matwé Middelkoop       | 6−7(5), 6−7(5)       |
| Guanyador | 12.  | 18 de febrer de 2018   | Rotterdam, Països Baixos        | Dura (i)     | Nicolas Mahut     | Oliver Marach Mate Pavić           | 2−6, 6−2, [10−7]     |
| Guanyador | 13.  | 10 de juny de 2018     | Roland Garros, França           | Terra batuda | Nicolas Mahut     | Oliver Marach Mate Pavić           | 6−2, 7−6(4)          |
| Finalista | 7.   | 18 de novembre de 2018 | ATP Finals, Londres, Regne Unit | Dura (i)     | Nicolas Mahut     | Mike Bryan Jack Sock               | 7−5, 1−6, [11−13]    |
| Guanyador | 14.  | 5 de gener de 2019     | Doha, Qatar                     | Dura         | David Goffin      | Robin Haase Matwé Middelkoop       | 5−7, 6−4, [10−4]     |
| Guanyador | 15.  | 27 de gener de 2019    | Open d'Austràlia                | Dura         | Nicolas Mahut     | Henri Kontinen John Peers          | 6−4, 7−6(1)          |
| Guanyador | 16.  | 3 de novembre de 2019  | París                           | Dura (i)     | Nicolas Mahut     | Karén Khatxànov Andrey Rublev      | 6−4, 6−1             |
| Guanyador | 17.  | 17 de novembre de 2019 | ATP Finals, Londres             | Dura (i)     | Nicolas Mahut     | Raven Klaasen Michael Venus        | 6−3, 6−4             |
| Guanyador | 18.  | 16 de febrer de 2020   | Rotterdam (2)                   | Dura (i)     | Nicolas Mahut     | Henri Kontinen Jan-Lennard Struff  | 7−6(5), 4−6, [10−7]  |
| Guanyador | 19.  | 18 d'octubre de 2020   | Colònia, Alemanya               | Dura (i)     | Nicolas Mahut     | Łukasz Kubot Marcelo Melo          | 6−4, 6−4             |
| Finalista | 8.   | 22 de maig de 2021     | Lió, França                     | Terra batuda | Nicolas Mahut     | Hugo Nys Tim Pütz                  | 4−6, 7−5, [8−10]     |
| Guanyador | 20.  | 13 de juny de 2021     | Roland Garros (2)               | Terra batuda | Nicolas Mahut     | Alexander Bublik Andrey Golubev    | 4−6, 7−6(1), 6−4     |
| Guanyador | 21.  | 20 de juny de 2021     | Londres (3)                     | Gespa        | Nicolas Mahut     | Reilly Opelka John Peers           | 6−4, 7−5             |
| Finalista | 9.   | 7 de novembre de 2021  | París (2)                       | Dura (i)     | Nicolas Mahut     | Tim Pütz Michael Venus             | 3−6, 7−6(4), [9−11]  |
| Guanyador | 22.  | 21 de novembre de 2021 | ATP Finals, Torí, Itàlia (2)    | Dura (i)     | Nicolas Mahut     | Rajeev Ram Joe Salisbury           | 6−4, 7−6(0)          |
| Guanyador | 23.  | 6 de febrer de 2022    | Montpeller, França              | Dura (i)     | Nicolas Mahut     | Lloyd Glasspool Harri Heliövaara   | 4−6, 7−6(3), [12−10] |
| Finalista | 10.  | 9 de novembre de 2024  | Metz (2)                        | Dura (i)     | Albano Olivetti   | Sander Arends Luke Johnson         | 4−6, 6−3, [3−10]     |
| Guanyador | 24.  | 16 de febrer de 2025   | Marsella, França                | Dura (i)     | Benjamin Bonzi    | Sander Gillé Jan Zieliński         | 6−3, 6−4             |

### Equips: 2 (1−1)
| Resultat  | Núm. | Data                        | Torneig                   | Superfície       | Equip                                                        | Oponents                                                    | Marcador |
| --------- | ---- | --------------------------- | ------------------------- | ---------------- | ------------------------------------------------------------ | ----------------------------------------------------------- | -------- |
| Guanyador | 1.   | 24 − 26 de novembre de 2017 | Copa Davis, Lilla, França | Dura (i)         | Richard Gasquet Lucas Pouille Jo-Wilfried Tsonga             | Ruben Bemelmans Steve Darcis David Goffin Joris De Loore    | 3−2      |
| Finalista | 1.   | 23 − 25 d'octubre de 2018   | Copa Davis, Lilla         | Terra batuda (i) | Jérémy Chardy Nicolas Mahut Lucas Pouille Jo-Wilfried Tsonga | Marin Čilić Borna Ćorić Ivan Dodig Mate Pavić Franko Skugor | 1−3      |

## Trajectòria

### Individual
| Open d'Austràlia | A   | A   | Q1  | Q3   | Q1  | 3R   | 1R    | 1R    | 3R    | 2R    | 1R   | A  | 0 / 6    | 5 – 6    |
| Roland Garros | Q1  | Q2  | Q2  | 1R   | Q2  | 1R   | 2R    | 3R    | 2R    | 2R    | 1R   | Q1 | 0 / 7    | 5 – 7    |
| Wimbledon | A   | A   | Q1  | 1R   | 2R  | 3R   | 2R    | 2R    | 1R    | NC    | 1R   |    | 0 / 7    | 5 – 7    |
| US Open | A   | Q2  | Q2  | Q1   | 1R  | 1R   | 1R    | 2R    | 1R    | A     | 1R   |    | 0 / 6    | 1 – 6    |
| Total Victòries−Derrotes | 0−0 | 0−0 | 1−2 | 5−11 | 7−6 | 7−12 | 10−20 | 24−21 | 22−24 | 10−10 | 9−14 |    | 96 – 122 | 96 – 122 |
| Rànquing a final d'any | 361 | 257 | 151 | 111  | 167 | 78   | 81    | 55    | 65    | 83    | 110  |    |          |          |
| Llegenda: G: Guanyador; F: Finalista; SF: Semifinalista; QF: Quarts de final; Q: Qualificació; A: Absent; RR: Round Robin; NC: No celebrat |     |     |     |      |     |      |       |       |       |       |      |    |          |          |

### Dobles masculins
| Open d'Austràlia | A   | A   | A   | A           | A           | F           | 2R    | QF          | 2R          | G           | 1R          | QF    | A  |    | 1 / 7    | 19 – 6   |
| Roland Garros | A   | 1R  | 1R  | 1R          | 1R          | 3R          | 3R    | 1R          | G           | A           | 3R          | G     | 1R | 1R | 2 / 12   | 18 – 10  |
| Wimbledon | A   | A   | A   | A           | Q1          | 3R          | G     | 2R          | 2R          | 2R          | NC          | 2R    |    | 1R | 1 / 7    | 12 – 6   |
| US Open | A   | A   | A   | A           | A           | G           | SF    | 1R          | 3R          | 1R          | A           | QF    |    | SF | 1 / 7    | 19 – 6   |
| Jocs Olímpics | NC  | NC  | A   | No celebrat | No celebrat | No celebrat | 1R    | No celebrat | No celebrat | No celebrat | No celebrat | 1R    | NC | NC | 0 / 2    | 0 – 2    |
| ATP Finals | A   | A   | A   | A           | A           | RR          | RR    | RR          | F           | G           | A           | G     |    |    | 2 / 6    | 14 – 9   |
| Total Victòries−Derrotes | 0−1 | 1−2 | 0−3 | 0−3         | 5−5         | 30−12       | 41−13 | 29−12       | 28−12       | 27−8        | 10−5        | 36−15 |    |    | 212 – 92 | 212 – 92 |
| Rànquing a final d'any | 290 | 135 | 139 | 151         | 63          | 14          | 2     | 13          | 12          | 5           | 23          | 8     |    |    |          |          |
| Llegenda: G: Guanyador; F: Finalista; SF: Semifinalista; QF: Quarts de final; Q: Qualificació; A: Absent; RR: Round Robin; NC: No celebrat |     |     |     |             |             |             |       |             |             |             |             |       |    |    |          |          |